# ジュリアン・ルーズベルト
ジュリアン・キーン・ルーズベルト（Julian Kean Roosevelt、1924年11月14日 - 1986年3月27日）はアメリカ合衆国の銀行家、近代オリンピックセーリング選手。
ルーズベルト家の出身で、元アメリカ合衆国大統領セオドア・ルーズベルトの従兄弟のジョージ・エムレン・ルーズベルトの息子にあたる。
ハーバード大学に入学し、ボート競技を始めた。1948年ロンドンオリンピックに出場し、1952年のヘルシンキオリンピック6メートル級で金メダルを獲得した。後に国際オリンピック委員会委員を務め、スポーツからの政治的な動機を排除し、モスクワオリンピックのアメリカボイコットと南アフリカ共和国の参加禁止に対する批判を提唱した。
フィレンツェ・マドレーヌ・グラハムと、次にマーガレット・フェイ・シャンツと結婚した。